# Ammoxenus amphalodes
Ammoxenus amphalodes är en spindelart som beskrevs av Nico J. Dippenaar och Meyer 1980. Ammoxenus amphalodes ingår i släktet Ammoxenus och familjen Ammoxenidae. Inga underarter finns listade i Catalogue of Life.